# Marian Pease

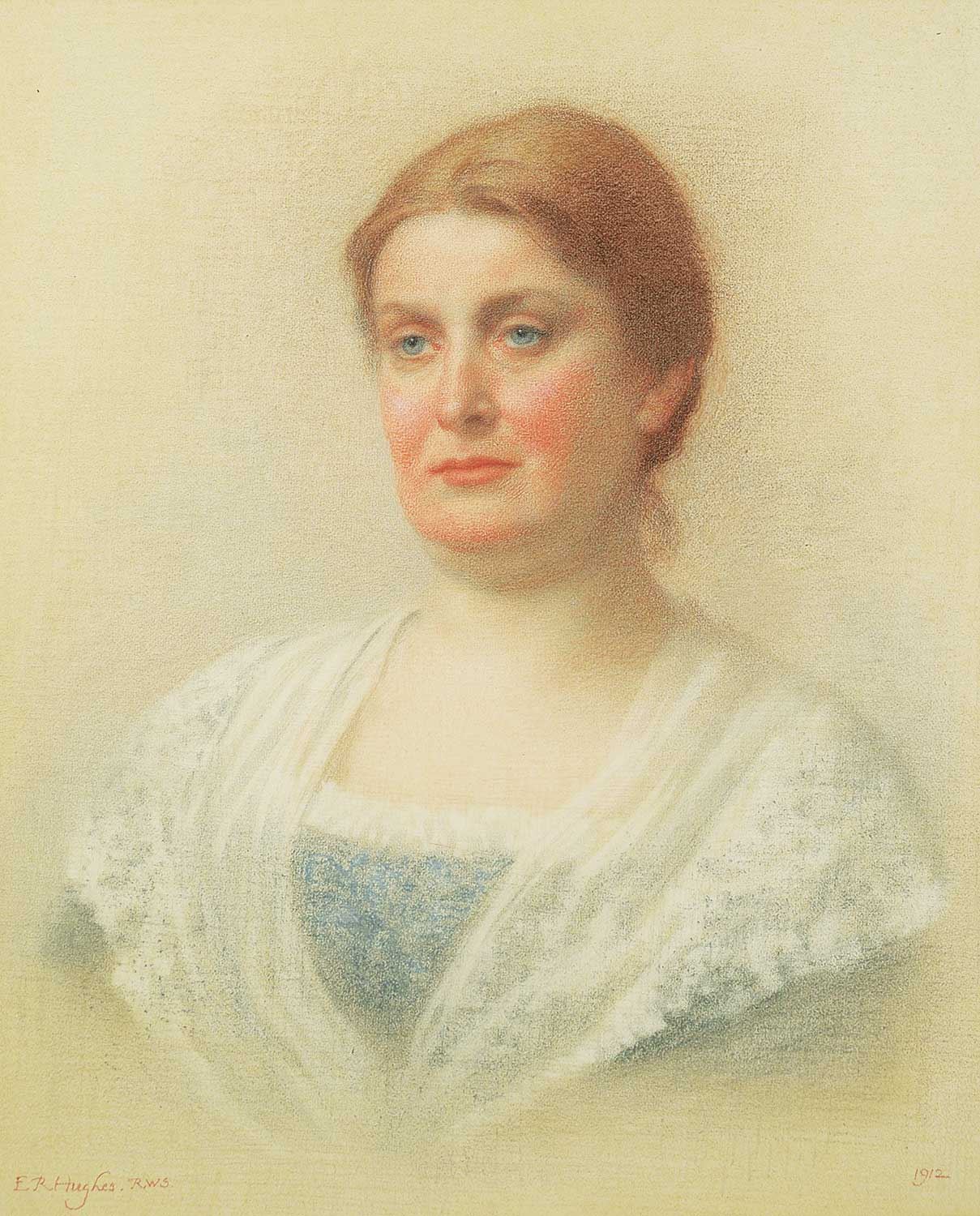
Marion Fry Pease, 1912

Marian Fry Pease (* 3. April 1859 in Westbury upon Trym, Gloucestershire, Vereinigtes Königreich; † 25. September 1954 in Street, Vereinigtes Königreich) war eine britische Pädagogin und Hochschullehrerin. Sie war eine der ersten Studentinnen an der University College of Bristol, wo sie später Vorlesungen hielt und in Literaturwissenschaft promovierte. Zusammen mit Hilda Cashmore gründete sie das Bristol University Settlement. 

## Leben und Werk

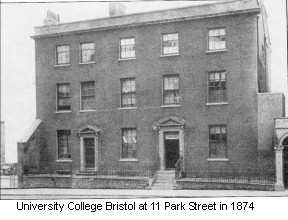
University College Bristol, 1874

Pease war das zweite Kind des Industriellen Thomas Pease und seiner dritten Frau Susanna Anne Fry, die aus der Familie Fry stammte, die für die Herstellung von Schokolade bekannt war. Sie hatte 15 Geschwister einschließlich Stiefgeschwister und einer ihrer Brüder war Edward Reynolds Pease, der Gründer der Fabian Society. Ihre Mutter, die in Abstinenz- und Friedensgruppen aktiv war und Vorsitzende des örtlichen Zweigs des späteren National Council of Women war, förderte ihr Interesse an sozialen Themen. Beide Eltern waren Befürworter der Schulbildung für Mädchen. Sie erhielt ihre Schulbildung zu Hause zusammen mit ihrem Bruder Edward.
1876 sollte sie die Aufnahmeprüfungen für Frauen an der London University ablegen, was durch eine Erkrankung an Scharlach nicht möglich war. Als Entschädigung erlaubten ihr ihre Eltern, sich für eines der drei Stipendien am University College in Bristol zu bewerben. Als eine der ersten Studentinnen studierte sie mit einem Stipendium der Clifton Association for the Higher Education of Women Mathematik, Physik und Volkswirtschaftslehre am University College in Bristol.
Pease verließ das College 1880 mit Auszeichnung in allen Fächern und wurde Lehrerin. Nach einem Ausbildungsjahr am Cambridge Training College for Women war sie von 1890 bis 1892 Assistentin am Day Training College des Mason College in Birmingham. 1892 kehrte sie an das University College in Bristol zurück, wo sie Frauen in der Ausbildung zur Grundschullehrerin lehrte. Sie ging 1912 als Dozentin für Pädagogik in den Ruhestand, nachdem ihr 1911 der Lizenzierte Abschluss der Universität Bristol verliehen worden war. Bis 1928 unterrichtete sie als Sonderdozentin für Pädagogik.

## Tätigkeit in der Settlement-Bewegung und Schulleiterin
Sie gründete 1911 zusammen mit Hilda Cashmore das Bristol University Settlement, wo sie einen zweijährigen Lehrgang für Sozialarbeiter unterrichtete. Das Settlement umfasste eine Schule, eine Geburtsklinik und eine Säuglingsstation. Es diente auch als regionale Zentrale der Workers' Educational Association, für die sie Literaturvorlesungen hielt. Sie war auch Leiterin der Sidcot School, einer Quäkerstiftung, und der Red Maids' School, einer Mädchenschule in Bristol. Sie finanzierte den Zweig der League of Nations Union in Bristol, deren Sekretärin und Schatzmeisterin sie war.
Sie starb am 25. September 1954 in Somerset und wurde vier Tage später in Bristol eingeäschert.
Die Siedlung, die sie 1911 mitbegründet hatte, existierte 2020 noch immer als Barton Hill Settlement.